# Europeiska gröna partiets ungdomsförbund
Europeiska gröna partiets ungdomsförbund (engelska: Federation of Young European Greens), ofta kallad FYEG, är en federation av partipolitiska ungdomsförbund och civilsamhällesorganisationer från europeiska länder både inom EU och utanför EU. FYEG har idag ca 40.000 medlemmar. Förbundets mål är att verka för klimaträttvisa i Europa och globalt. Det är det officiella ungdomsförbundet till Europeiska gröna partiet sedan 2007. 
FYEG har 32 medlemsorganisationer, 2 kandidatorganisationer och 2 systerorganisationer - det globala förbundet Global Young Greens och Cooperation and Development Network Eastern Europe. Förbundet har även nära kontakter med European Green Party och Green European Foundation. Periodvis har det svenska Miljöpartiets ungdomsförbund, Grön Ungdom, ingått i FYEG. Sedan 2008 är de återigen en av medlemsorganisationerna.